# Zdzisław Hoffmann
Zdzisław Hoffmann (Świebodzin, 27 agosto 1959) è un ex triplista polacco, campione mondiale a Helsinki 1983.

## Record nazionali

### Seniores
- Salto triplo: 17,53 m ( Madrid, 4 giugno 1985)

## Palmarès
| Anno | Manifestazione  | Sede         | Evento       | Risultato | Prestazione | Note |
| ---- | --------------- | ------------ | ------------ | --------- | ----------- | ---- |
| 1980 | Europei indoor  | Sindelfingen | Salto triplo | 12º       | 16,03 m     |      |
| 1980 | Giochi olimpici | Mosca        | Salto triplo | 16º       | 15,35 m     |      |
| 1983 | Mondiali        | Helsinki     | Salto triplo | Oro       | 17,42 m     |      |
| 1987 | Mondiali        | Roma         | Salto triplo | 12º       | 16,58 m     |      |
| 1988 | Europei indoor  | Budapest     | Salto triplo | 8º        | 16,56 m     |      |